# Alabandita
L'alabandita o alabandina és un mineral de la classe dels sulfurs. Rep el seu nom del lloc del seu descobriment l'any 1832: Alabanda (Turquia). La localitat tipus d'aquesta espècie és Sacarîmb, Deva (Romania).

## Característiques
L'alabandita és un mineral que cristal·litza en el sistema cristal·lí cúbic. Químicament és sulfur de manganès (Mn2+S). Pertany al grup galena juntament amb l'altaïta, la clausthalita, la galena, la niningerita i la oldhamita. La seva duresa a l'escala de Mohs oscil·la entre 3,5 i 4.
Segons la classificació de Nickel-Strunz, l'alabandita pertany a «02.CD - Sulfurs metàl·lics, M:S = 1:1 (i similars), amb Sn, Pb, Hg, etc.» juntament amb els següents minerals: herzenbergita, teal·lita, altaïta, clausthalita, galena, niningerita, oldhamita, keilita, cinabri i hipercinabri.

## Formació i jaciments
Pot trobar-se en grans quantitats a les venes epitermals de sulfurs polimetàl·lics i especialment en els dipòsits de manganès de baixa temperatura. És un component ocasional d'alguns meteorits. La paragènesi d'aquesta espècie inclou el tel·luri nadiu, l'esfalerita, la rhodonita, la rodocrosita, el quars, la pirita, la galena, la calcopirita, la calcita i l'acantita.